# Chumi
Juan Brandariz Movilla (Laracha, La Coruña, 2 de marzo de 1999), comúnmente conocido como Chumi, es un futbolista español que juega como defensa en la U. D. Almería de la Segunda División de España.

## Trayectoria

### Inicios
Nació en Laracha en la provincia de La Coruña, España. Pronto, comenzaría a jugar al fútbol en el equipo de su pueblo natal, para acabar fichando por las categorías inferiores del Deportivo de la Coruña. En el equipo coruñés permaneció hasta 2014, año donde ficharía por el cadete Fútbol Club Barcelona. Después de su fichaje, fue convocado en ocasiones con el Juvenil B, cuando aún estaba en edad cadete.
La temporada 2017-2018 se consagró en el F. C. Barcelona Juvenil "A" ganando la Liga y la Liga Juvenil de la UEFA, siendo titular y jugando todos los minutos de la final donde vencieron por 0-3 al Chelsea FC. Esa misma temporada, fue convocado en 2 ocasiones por el F. C. Barcelona B, pero en ninguna de ellas llegó a disputar minutos.

### 2018-2019
En junio de 2018 renovó su contrato con el F. C. Barcelona con una cláusula de 100 millones de euros, pasando a formar parte de la plantilla oficial del Barça B. Ese mismo verano, Ernesto Valverde le convocó en la gira estadounidense del primer equipo, para disputar la International Champions Cup. Fue en el segundo partido de la gira donde se produjo su debut en una competición no oficial con el primer equipo azulgrana, disputando la segunda parte frente al AS Roma. Entrado ya el inicio de competición oficial, jugó su primer partido profesional con el Barça B en una derrota por 0-1 frente al SD Ejea. Sus buenas actuaciones en el filial, le llevaron a ser convocado en un partido de La Liga con el primer equipo antes las bajas en defensa de Samuel Umtiti y Thomas Vermaelen, aunque sin llegar a disputar minutos. Luego de alguna convocatoria más estando aún en el banquillo, su debut se produjo en la ida de los dieciseisavos de final de la Copa del Rey frente a la Cultural Leonesa, saliendo como titular.
En la ida de los octavos de final de la Copa, jugó de titular contra el Levante UD en una derrota por 2-1. Días después, antes del partido de vuelta, se reveló que Chumi estaba sancionado al acumular cinco tarjetas amarillas con el Barcelona B y que por lo tanto, no debería haber jugado el partido con el primer equipo. Después de que el Barça venciera por 3-0 en la vuelta y remontara la eliminatoria, se resolvió el caso a favor del Barça, desestimando la jueza el recurso del Levante que había llegado fuera del plazo. En marzo de 2019 el Tribunal de Arbitraje Deportivo ordenó reabrir el caso, aunque ya sin efectos deportivos.
Abandonó la entidad azulgrana el 30 de junio de 2020 tras finalizar su contrato. Tras lo cual, el 10 de septiembre del mismo año la U. D. Almería lo fichó por dos temporadas.
En febrero de 2022 sufrió una lesión en el pie que le debía mantener fuera de los terrenos de juego unos tres meses, perdiéndose prácticamente lo que quedaba de temporada. Unos días después, coincidiendo con su vigésimo tercer aniversario, amplió su contrato por tres años.

## Estadísticas

### Clubes
Actualizado al último partido disputado el 11 de junio de 2025.
| Club                         | Div.          | Temporada     | Liga  | Liga  | Copas nacionales | Copas nacionales | Internacional | Internacional | Total | Total |
| Club                         | Div.          | Temporada     | Part. | Goles | Part.            | Goles            | Part.         | Goles         | Part. | Goles |
| ---------------------------- | ------------- | ------------- | ----- | ----- | ---------------- | ---------------- | ------------- | ------------- | ----- | ----- |
| F. C. Barcelona "B" · España | 2.ª B         | 2018-19       | 28    | 0     | —                | —                | —             | —             | 28    | 0     |
| F. C. Barcelona · España     | 1.ª           | 2018-19       | 0     | 0     | 3                | 0                | 0             | 0             | 3     | 0     |
| F. C. Barcelona · España     | Total club    | Total club    | 0     | 0     | 3                | 0                | 0             | 0             | 3     | 0     |
| F. C. Barcelona "B" · España | 2.ª B         | 2019-20       | 16    | 0     | —                | —                | —             | —             | 16    | 0     |
| F. C. Barcelona "B" · España | Total club    | Total club    | 44    | 0     | —                | —                | —             | —             | 44    | 0     |
| U. D. Almería · España       | 2.ª           | 2020-21       | 12    | 1     | 4                | 0                | —             | —             | 16    | 1     |
| U. D. Almería · España       | 2.ª           | 2021-22       | 25    | 1     | 2                | 0                | —             | —             | 27    | 1     |
| U. D. Almería · España       | 1.ª           | 2022-23       | 21    | 1     | 1                | 0                | —             | —             | 22    | 1     |
| U. D. Almería · España       | 1.ª           | 2023-24       | 31    | 0     | 2                | 0                | —             | —             | 33    | 0     |
| U. D. Almería · España       | 2.ª           | 2024-25       | 29    | 0     | 0                | 0                | —             | —             | 29    | 0     |
| U. D. Almería · España       | Total club    | Total club    | 118   | 3     | 9                | 0                | —             | —             | 127   | 3     |
| Total carrera                | Total carrera | Total carrera | 162   | 3     | 12               | 0                | 0             | 0             | 174   | 3     |

## Palmarés

### Campeonatos nacionales
| Título                    | Club                        | País   | Año  |
| ------------------------- | --------------------------- | ------ | ---- |
| División de Honor Juvenil | F. C. Barcelona Juvenil "A" | España | 2018 |

### Campeonatos internacionales
| Título                  | Club                        | Sede | Año  |
| ----------------------- | --------------------------- | ---- | ---- |
| Liga Juvenil de la UEFA | F. C. Barcelona Juvenil "A" | Nyon | 2018 |